# ورزشگاه سنت یاکوب
ورزشگاه سنت یاکوب (انگلیسی: St. Jakob Stadium) یک ورزشگاه فوتبال در بازل، سوئیس است.
این ورزشگاه که در سال ۱۹۵۴ تأسیس شده دارای ۳۶٬۸۰۰ نفر ظرفیت می‌باشد و یکی از ورزشگاه‌های جام جهانی فوتبال ۱۹۵۴ بوده است.